# Sintercast
Sintercast AB är ett svenskt teknologiföretag, som utvecklar processtyrningssystem för tillverkning av kompaktgrafitjärn. Företaget har huvudkontor i Katrineholm.
Sintercast grundades 1983, då dess första patent också registrerades, och börsnoterades 1993. Det har utvecklat processtyrningssystem för gjutning av i första hand motorblock, cylinderhuvuden och andra komponenter för framför allt större diesel- och bensinmotorer för fordon och för kraftindustri. Dess första kommersiella installation gjordes på gjuteriföretaget Cifunas i Mexiko 1996. Den första volymproduktionen av motorblock påbörjades 2003 i gjuteriet Tupy-Mauà i Brasilien för en Ford 2,7-liters dieselmotor.
Företaget var länge ett så kallat förhoppningsföretag på Stockholmsbörsen, det vill säga ett företag med höga och långvariga utvecklingskostnader och låga intäkter. År 2007 var det första helåret med 
ett positivt kassaflöde.
Verkställande direktör mellan 1992 och 2002 var Bertil Hagman, tidigare VD för Tetra Pak. Sedan 2002 är Steve Dawson (född 1962) verkställande direktör. Han har tidigare varit ansvarig för teknologiutvecklingen inom Sintercast sedan 1991.